# Petra-Maria Bulang
Petra-Maria Bulang, verheiratete Wenzel (sorbisch Petra-Maria Bulankec-Wencelowa; * 1958 in Bautzen) ist eine deutsche Schauspielerin.

## Leben
Petra-Maria Bulang wurde in eine sorbische Familie in Bautzen geboren, wo sie auch aufwuchs. Nach ihrem Schulabschluss absolvierte sie bis 1981 ihre Schauspielausbildung an der Theaterhochschule Leipzig. Ihre erste Rolle als Sigrid Kunze spielte sie in der Fernsehserie Geschichten übern Gartenzaun. Sie wirkte auch in dem Film Der Hut des Brigadiers mit.
Seit der Wende ist Bulang hauptsächlich als Bühnendarstellerin am Theater tätig. Sie war als festes Ensemblemitglied unter anderem an den Landesbühnen Sachsen oder am Deutsch-Sorbischen Volkstheater in Bautzen engagiert. Sie wirkte in Theaterstücken wie beispielsweise in Ein Sommernachtstraum oder in Romeo und Julia mit. Im Jahr 2005 übernahm Bulang die Leitung des sorbischen Kindertheaters in Bautzen und im Jahr 2010 wurde sie die Leiterin der sorbischen Laientheatergruppe in Cunnewitz.
Bulang ist verheiratet, hat eine Tochter (* 1984) und lebt in Dresden.

## Filmografie
- 1982–1985: Geschichten übern Gartenzaun (Fernsehserie, 14 Folgen)
- 1986: Der Hut des Brigadiers